# Louis Keller
Pour les personnes ayant le même patronyme, voir Keller.
Louis Keller, né le 9 mai 1923 dans le Minnesota et mort le 11 juillet 2010, est un inventeur américain.

## Éléments biographiques, inventions
En 1957, il invente, avec l'aide de son frère Cyril, le premier chargeur sur pneus pour le compte d'un éleveur de poule du Minnesota. Il s'agissait d'un véhicule à trois roues : deux roues motrices à l'avant et une roue directionnelle à l'arrière.
Cette machine connut un certain succès puisque les frères Keller en produisirent une douzaine la première année.
En septembre 1958 ils furent embauchés par les frères Melroe dans leur entreprise, la Melroe Manufacturing Company, à Gwinner dans le Dakota du Nord. Cette entreprise deviendra par la suite la société Bobcat.
La chargeuse à trois roues des frères Keller est alors commercialisée sous le nom de M60.
En 1960 Louis Keller crée sous le nom de M400 une machine à quatre roues motrices, ce qui en fait le véritable inventeur des chargeurs modernes.